# فاروق غول
فاروق غول (بالتركية: Faruk Gül؛ بالألمانية: Faruk Gül) هو لاعب كرة قدم تركي وألماني في مركز الوسط، ولد في 15 أغسطس 1988 في شتاينفورت في ألمانيا. لعب مع نادي شافهاوزن ونادي هايدنهايم.

## وصلات خارجية
- فاروق غول على موقع قاعدة بيانات كرة القدم.إي يو (الإنجليزية)
- فاروق غول على موقع بيانات كرة القدم. دي إي (الألمانية)
- فاروق غول على موقع Soccerway.com (الإنجليزية)
- فاروق غول على موقع عالم كرة القدم.نت (الإنجليزية)